# Yakima County
Yakima County ist ein County im Bundesstaat Washington der Vereinigten Staaten. Der Verwaltungssitz (County Seat) ist Yakima. Das U.S. Census Bureau hat bei der Volkszählung 2020 eine Einwohnerzahl von 256.728 ermittelt.

## Geographie
Das County liegt im Kaskadengebirge, der höchste Berg ist der Mount Adams (3742 m ü. NN). Die zwei größten Flüsse im County sind der Yakima River und der Columbia River. Das County grenzt im Uhrzeigersinn an die Countys: Kittitas County, Grant County, Benton County, Klickitat County, Skamania County, Lewis County und Pierce County. Es wird vom Office of Management and Budget zu statistischen Zwecken als Yakima, WA Metropolitan Statistical Area geführt.

## Geschichte
Das County wurde am 21. Januar 1865 gegründet.

## Demografische Daten

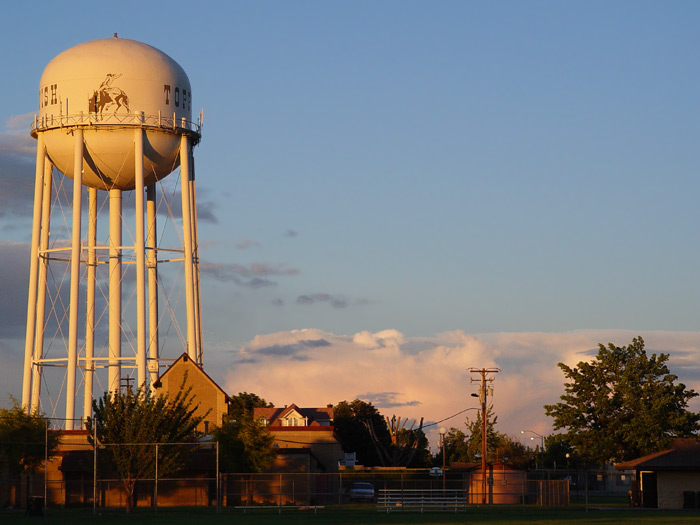
Wasserturm

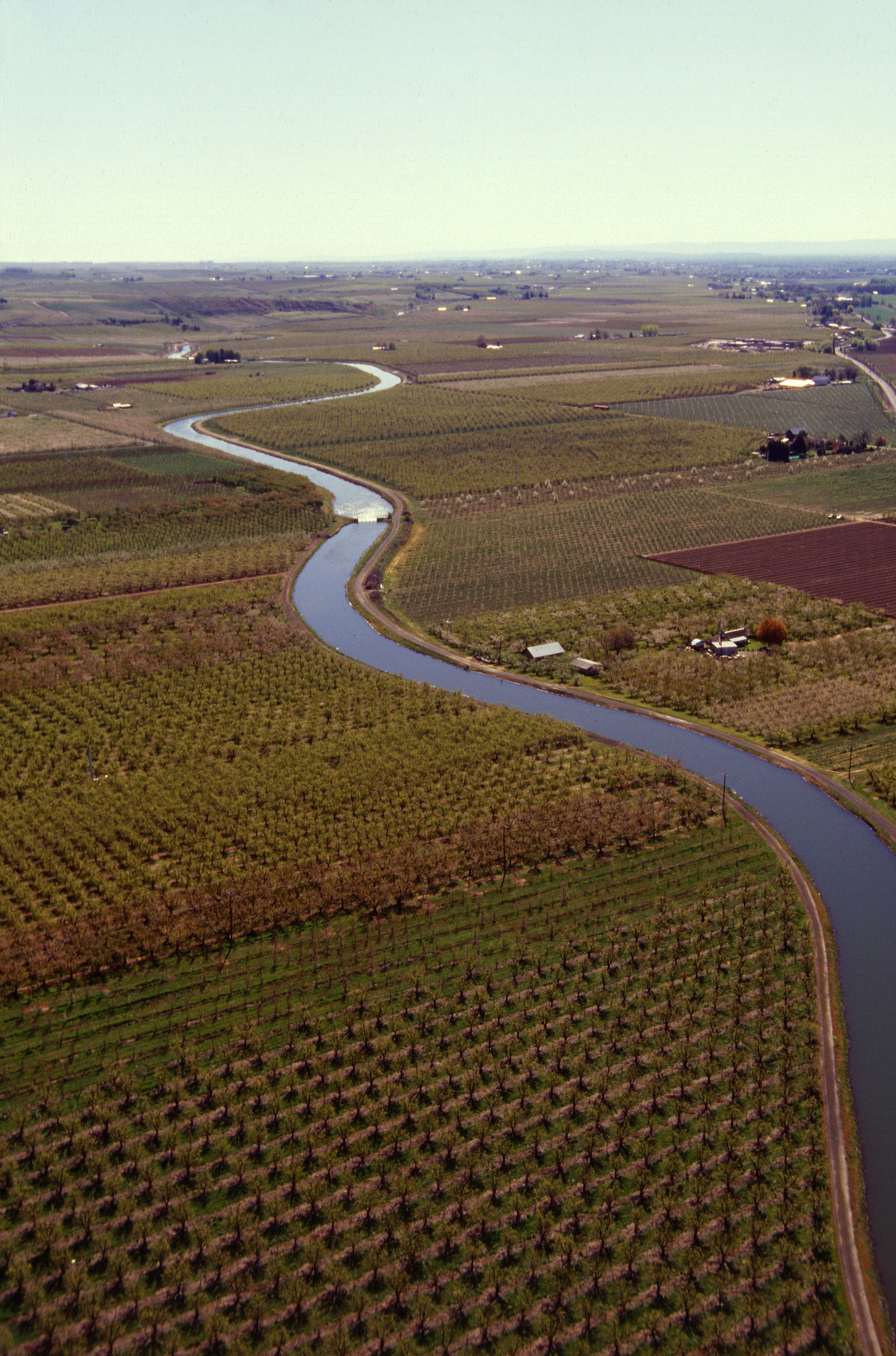
Der Yakima River

Nach der Volkszählung im Jahr 2000 lebten im County 222.581 Menschen. Es gab 73.993 Haushalte und 54.606 Familien. Die Bevölkerungsdichte betrug 20 Einwohner pro Quadratkilometer. Ethnisch betrachtet setzte sich die Bevölkerung zusammen aus 65,60 % Weißen, 0,97 % Afroamerikanern, 4,48 % amerikanischen Ureinwohnern, 0,95 % Asiaten, 0,09 % Bewohnern aus dem pazifischen Inselraum und 24,43 % aus anderen ethnischen Gruppen; 3,48 % stammten von zwei oder mehr ethnischen Gruppen ab. 35,90 % der Bevölkerung waren spanischer oder lateinamerikanischer Abstammung.
Von den 73.993 Haushalten hatten 39,70 % Kinder und Jugendliche unter 18 Jahre, die bei ihnen lebten. 55,80 % waren verheiratete, zusammenlebende Paare, 12,50 % waren allein erziehende Mütter. 26,20 % waren keine Familien. 21,50 % waren Singlehaushalte und in 9,60 % lebten Menschen im Alter von 65 Jahren oder darüber. Die Durchschnittshaushaltsgröße betrug 2,96 und die durchschnittliche Familiengröße lag bei 3,44 Personen.
Auf das gesamte County bezogen setzte sich die Bevölkerung zusammen aus 31,80 % Einwohnern unter 18 Jahren, 9,80 % zwischen 18 und 24 Jahren, 27,50 % zwischen 25 und 44 Jahren, 19,70 % zwischen 45 und 64 Jahren und 11,20 % waren 65 Jahre alt oder darüber. Das Durchschnittsalter betrug 31 Jahre. Auf 100 weibliche Personen kamen 99,60 männliche Personen, auf 100 Frauen im Alter ab 18 Jahren kamen statistisch 97,10 Männer.

Das jährliche Durchschnittseinkommen eines Haushalts betrug 34.828 USD, das Durchschnittseinkommen der Familien betrug 39.746 USD. Männer hatten ein Durchschnittseinkommen von 31.620 USD, Frauen 24.541 USD. Das Prokopfeinkommen betrug 15.606 USD. 19,70 % der Bevölkerung und 14,80 % der Familien lebten unterhalb der Armutsgrenze. 27,20 % davon waren unter 18 Jahre und 11,30 % waren 65 Jahre oder älter.